# Kreuzerhöhungskirche (Bratislava-Staré Mesto)

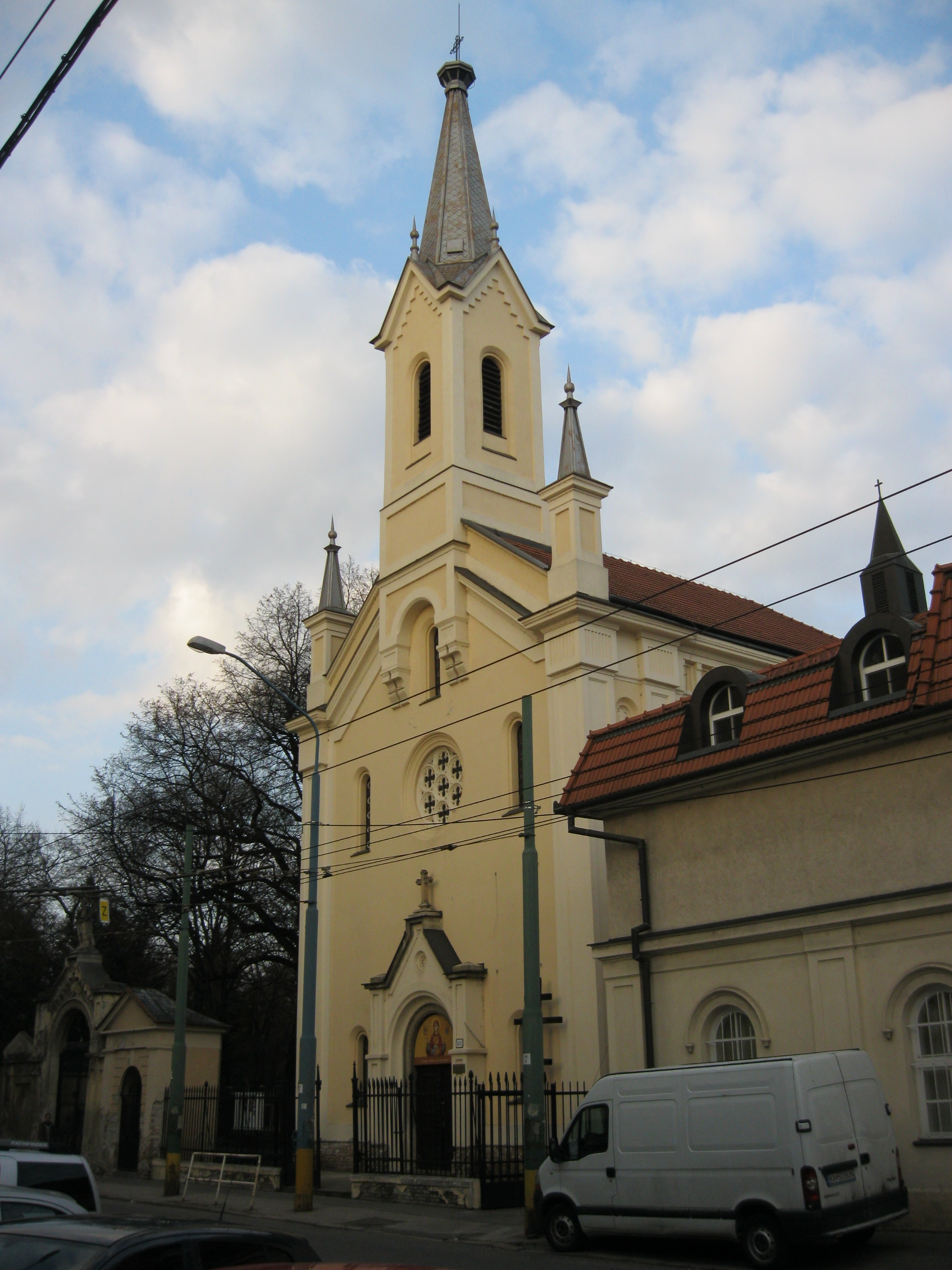
Seitenansicht der Kirche

Die Kreuzerhöhungskirche (slowakisch Chrám Povýšenia vznešeného a životodarného Kríža) ist eine griechisch-katholische, ursprünglich römisch-katholische Kirche in der Altstadt (Staré Mesto) von Bratislava. Seit 2008 ist sie die Kathedrale der zur slowakischen griechisch-katholischen Kirche gehörenden Eparchie Bratislava.

## Lage
Die Kirche befindet sich in der Ulica 29. augusta Nummer 7 am Rande des Andreas-Friedhofs (slowakisch Ondrejský cintorín) im Osten der Altstadt. In der Nähe befindet sich die Haltestelle Cintorínska des örtlichen O-Bus-Netzes.

## Geschichte
Das Projekt wurde vom Pressburger Architekten Ignaz Feigler der Jüngere erarbeitet, der Grundstein wurde am 13. Mai 1859 gelegt. Geweiht wurde die ursprüngliche Kapelle am 14. September 1860, am Fest der Kreuzerhöhung, durch den Erzbischof von Gran Ján Scitovský und war vom Anfang an als Friedhofskapelle bestimmt. Der einschiffige Sakralbau weist Merkmale der Neugotik und Neorenaissance auf.
Nach dem Ende der Bestattungen im Andreas-Friedhof in den 1950er Jahren verlor die Kapelle ihre Funktion und wurde danach nur noch als Lager genutzt. 1972 wurde der Sakralbau von der römisch-katholischen Kirche zuerst an die griechisch-katholische Kirche verpachtet und später an sie verschenkt. Gleichzeitig fand ein Umbau statt, um Gottesdienste im byzantinischen Ritus abhalten zu können und die umgebaute Kirche wurde am 29. Oktober 1972 vom Weihbischof Vasiľ Hopko geweiht. 1996 wurde sie noch einmal umgebaut, die Baumaßnahmen betrafen insbesondere die Sakristei und es wurde eine Ikonostase installiert. An den Wänden links und rechts der Ikonostase befinden sich Ikonen von Pavol Peter Gojdič und Vasiľ Hopko, unter diesen liegen Reliquienschreine mit den Reliquien der beiden Seliggesprochenen.
Seit dem 30. Januar 2008 ist die Kirche Kathedrale der Eparchie Bratislava. Gottesdienste werden im Altkirchenslawischen, teilweise Slowakischen abgehalten.